# ديفيد تشيو
ديفيد تشيو (بالإنجليزية: David Chiu)‏ هو لاعب بوكر أمريكي، ولد في 23 أغسطس 1960 في نانينغ في الصين.